# Distorsionsfaktor
Der Distorsionsfaktor ist eine Maßzahl aus der Flugzeugtechnik. Sie beschreibt den Druckverlauf  an der Stirnfläche des Verdichters eines Strahltriebwerks.
Nicht alle Triebwerkseinläufe sind vollständig rotationssymmetrisch. Für die sichere Funktion eines Triebwerks ist jedoch eine gleichmäßige Druckverteilung hinter dem Einlass wichtig. Triebwerkshersteller fordern daher eine bestimmte Mindestgüte der Druckverteilung.
Zur Ermittlung des Distorsionsfaktors werden in Windkanalversuchen die Druckverläufe über die Stirnfläche der ersten Stufe des Verdichters gemessen und in ein Diagramm Druck über Winkel aufgetragen. Der Mittelwert des Drucks im Bereich ±30° um das Minimum des Druckverlaufs wird dann als Distorsionsfaktor (auch: DC60-Faktor) angegeben.